# Natalia Pankova
Natalia Yuryevna Pankova (en ruso: Наталия Юрьевна Панкова, Gorki, 28 de junio de 1965) es una pintora rusa.

## Biografía
Natalia Pankova nació en la ciudad de Gorki en el año 1965. Terminó sus estudios en el Instituto Artística de Gorki y la Universidad Externa de Humanidades de Moscú.
Máster en crítica de arte. Miembro de la Unión de artistas de Rusia.
Presidenta de la Dirección del Fondo de Nizhni Nóvgorod “Arte Ruso” Consejera representativa del Ministerio de Asuntos Exteriores de Rusia en La ciudad de Nizhny Nóvgorod para asuntos culturales.

## Colecciones
Las pinturas de Natalia Pankova se encuentran en las colecciones del 
- Museo de Arte Estatal de Nizhni Nóvgorod
- El Museo de Bellas Artes de la República de Mordovia “S.D. Erzia”
- El Museo Estatal de Arte de Chuvashia
- El Museo Nacional de Bellas Artes de Argelia
- Margaret Thatcher
- Alain Juppé
- Serguéi Kiriyenko
- Borís Nemtsov
- Irina Jakamada
- Frits Philips
- Mstislav Rostropóvich y Galina Vishnévskaya
- Yuri Bashmet
- Vladimir Spivakov
- Banco de Rusia

## Principales exposiciones individuales
Expone su obra desde 1988, durante este tiempo ha participado en más de 70 exposiciones individuales de artistas en Rusia y en el extranjero. 
Entre las que destacan:
- 1989: Sala de exposiciones de la Asociación de creadores “Estanque negro” Gorki, Rusia
- 1992: “El color de la fantasía” en el marco del I Festival de las Artes de Andrei Sajarov. Casa del Arquitecto. Nizhni Nóvgorod, Rusia
- 1993: Sede Central de la Casa del Artista. Moscú, Rusia
- “El color y la música” en el marco del II Festival de las Artes Andréi Sajarov. Filarmónica del Estado “M. Rostropóvich”, Nizhni Nóvgorod, Rusia
- 1994: Galería “Leonardo da Vinci”. Mamer, Luxemburgo
- Galería “Lasta”. Moscú, Rusia
- Sala principal de exposiciones de Sarov, Rusia
- 1996: Galería “Lasta”. Moscú, Rusia
- 1997: Museo de Bellas Artes de Nizhni Nóvgorod, Rusia
- 1999: Instituto Estatal de Arte de Moscú, Rusia
- 2000: Complejo Central de Exposiciones de Nizhni Nóvgorod, Rusia
- 2001: Academia Diplomática del Ministerio de Asuntos Exteriores de Rusia, Moscú, Rusia
- Embajada de Nueva Zelanda en Rusia. Moscú, Rusia
- Embajada de Malasia en Rusia. Moscú, Rusia
- Duma Estatal de la Federación Rusa. Moscú, Rusia
- 2002: Cinco exposiciones individuales en la invitación del Ministerio de Cultura de Argelia (Argel, Annaba, Bou-Saada, Constantina)
- 2004: Centro de la Política Liberal Conservadora de Moscú, Rusia
- Museo Estatal de Arte de Nizhni Nóvgorod, Rusia
- 2005: Museo de Bellas Artes de la República de Mordovia. Saransk, Rusia
- Museo Estatal de Arte de Chuvasia. Cheboksary, Rusia
- 2006: Complejo Central de Exposiciones de Nizhni Nóvgorod, Rusia
- Duma Estatal de la Federación Rusa. Moscú, Rusia
- “Galería “Babilonia”. Samara, Rusia
- 2007: Embajada de la República de Lituania en Rusia. Moscú, Rusia
- Galería «Des Artist». Moscú, Rusia
- Residencia del Embajador de Bélgica. Moscú, Rusia
- Centro Ruso de Ciencia y Cultura. Viena, Austria
- 2008: Centro Ruso de Ciencia y Cultura. Budapest, Hungría
- Centro Ruso de Ciencia y Cultura. Helsinki, Finlandia
- Centro de Exposiciones TR-1. Tampere, Finlandia
- Embajada de Túnez en Rusia. Moscú, Rusia
- 2009: Corporación Estatal de la Energía Nuclear “Rossatom”, Moscú, Rusia
- 2010: Galería «La cosa en sí». Nizhni Nóvgorod, Rusia
- Embajada de Singapur en Rusia. Moscú, Rusia
- 2011: Galería “Quadrepede”. Roma, Italia
- Galería «La cosa en sí». Nizhni Nóvgorod, Rusia
- 2012: Embajada de la República de Serbia en Rusia. Moscú, Rusia
- 2013: Consulado General de Francia. Moscú, Rusia
- Galería «La cosa en sí». Nizhni Nóvgorod, Rusia
- “El coche Audi como un objeto de arte” Centro Audi del sureste de Moscú, Rusia
- 2014: Embajada del Gran Ducado de Luxemburgo en Rusia, Moscú, Rusia
- Ministerio de Asuntos Exteriores de Rusia, Moscú, Rusia
- Centro Ruso de Ciencia y Cultura. Luxemburgo
- 2015: Museo Estatal de Arte de Nizhni Nóvgorod, Rusia
- Duma de la ciudad. Nizhni Nóvgorod, Rusia
- Galería «San Fiacre». París, Francia
- 2016: Casa Rusa de Berlín, Alemania
- Embajada de Portugal en Rusia. Moscú, Rusia
- 2017: Galería “Luna”. Nizhni Nóvgorod, Rusia
- Galería “Cómoda blanca”. Riga, Letonia

## Exposiciones en el Ministerio de asuntos exteriores de Rusia y representaciones diplomáticas en el extranjero
- 1998–1999: Embajada de Rusia en el Reino Unido
- 2000: Embajada Británica en la Federación Rusa
- 2001: Embajada de Nueva Zelanda en la Federación Rusa
- Embajada de Malasia en la Federación Rusa
- 2002–2014: Representación del Ministerio de Asuntos Exteriores de Rusia en Nizhni Nóvgorod.
- 2004: Embajada de Nueva Zelanda en la Federación Rusa
- 2007: Embajada de la República de Lituania en la Federación Rusa
- Residencia del Embajador de Bélgica en la Federación Rusa
- 2008: Embajada de la República de Túnez en la Federación Rusa
- 2010: Embajada de la República de Singapur en la Federación Rusa
- 2012: Embajada de la República de Serbia en la Federación Rusa
- Misión Permanente de la Federación de Rusia en las organizaciones internacionales de Viena, Austria
- 2013: Consulado General de Francia en Moscú
- 2014: Ministerio de Asuntos Exteriores de la Federación Rusa en Moscú
- Embajada del Gran Ducado de Luxemburgo en la Federación Rusa
- 2016: Embajada de Portugal en la Federación Rusa

## Honores y premios
- 1994: Condecoración personal del Gobernador de la región de Nizhni Nóvgorod “Por su aportación al desarrollo de la cultura”
- 2008: Laureada con el premio de Nizhni Nóvgorod
- 2010: Laureada con el premio “Art Persona” Por su aportación al desarrollo de la cultura por la emisora de radio “Europa Plus”
- 2012: Laureada con el premio de Nizhni Nóvgorod
- Laureada con el premio “Nueva inteligencia” por la editorial “Noticias de Moscú”
- 2013: Laureada con el premio “Persona del año 2013” en la nominación de Cultura. Por la editorial “Zona comercial”
- 2015: Diplomada por la Academia de las Artes de Rusia